# František Štambachr
František Štambachr (ur. 13 lutego 1953 w Čebínie) – czechosłowacki piłkarz. Zdobywca wraz z reprezentacją Czechosłowacji złotego medalu na Letnich Igrzyskach Olimpijskich 1980, które odbywały się w Moskwie.

## Kariera piłkarska
W młodości František Štambachr grał w Sokole Čebín i KPS Brno. W roku 1972 przeszedł do Dukli Praga. W barwach Dukli zagrał w 292 meczach i strzelił 31 goli. W 1977, 1979 i 1982 r. zdobył został z tą drużyną Mistrzem Czechosłowacji. W 1981 i 1983 zdobył Puchar Czechosłowacji. Następnie grał w Apollonie Smyrnis, AEK Ateny i FK Mladá Boleslav.
W reprezentacji Czechosłowacji František Štambachr zagrał łącznie 31 razy i zdobył pięć bramek. Był członkiem kadry na Mistrzostwach Europy 1976 (wszystkie mecze spędził na ławce rezerwowych), Mistrzostwach Europy 1980 i Mundialu 1982. František Štambachr znalazł się także w kadrze na Letnie Igrzyska Olimpijskie 1980, które odbywały się w Moskwie. Jego reprezentacja zdobyła tam złoty medal.